# 波利伊罗斯
波利伊罗斯（希臘語：Πολύγυρος）是希腊北部中马其顿大区哈尔基季基专区的市镇，及该专区的首府。位于哈尔基季基半岛中部，面积为947.4平方公里，2011年人口数量为22,048人。该地以狂欢节庆典而闻名，为希腊著名的旅游地。

## 市镇
当前的波利伊罗斯市镇成立于2011年的地方政府改革中，有原四个市镇合并而成，原市镇则成为新市镇的四个市区。波利伊罗斯市区（即原波利伊罗斯市镇）的面积为470.933平方公里。

## 歷史人口
| 年份 | 同名城镇人口 | 同名市区人口 | 同名市镇人口 |
| ---- | ------------ | ------------ | ------------ |
| 1981 | 5,239        | -            | -            |
| 1991 | 4,501        | 10,218       | -            |
| 2001 | 6,227        | 10,444       | -            |
| 2011 | 7,459        | 11,386       | 22,048       |